# Пловенж
Пловенж (пол. Płowęż, нім. Groß Plowenz) — село в Польщі, у гміні Яблоново-Поморське Бродницького повіту Куявсько-Поморського воєводства.
Населення — 346 осіб (2011).
У 1975-1998 роках село належало до Торунського воєводства.

## Демографія
Демографічна структура станом на 31 березня 2011 року:
|          | Загалом | Допрацездатний вік | Працездатний вік | Постпрацездатний вік |
| -------- | ------- | ------------------ | ---------------- | -------------------- |
| Чоловіки | 184     | 43                 | 129              | 12                   |
| Жінки    | 162     | 38                 | 89               | 35                   |
| Разом    | 346     | 81                 | 218              | 47                   |